# Club Atlético San Lorenzo de Almagro

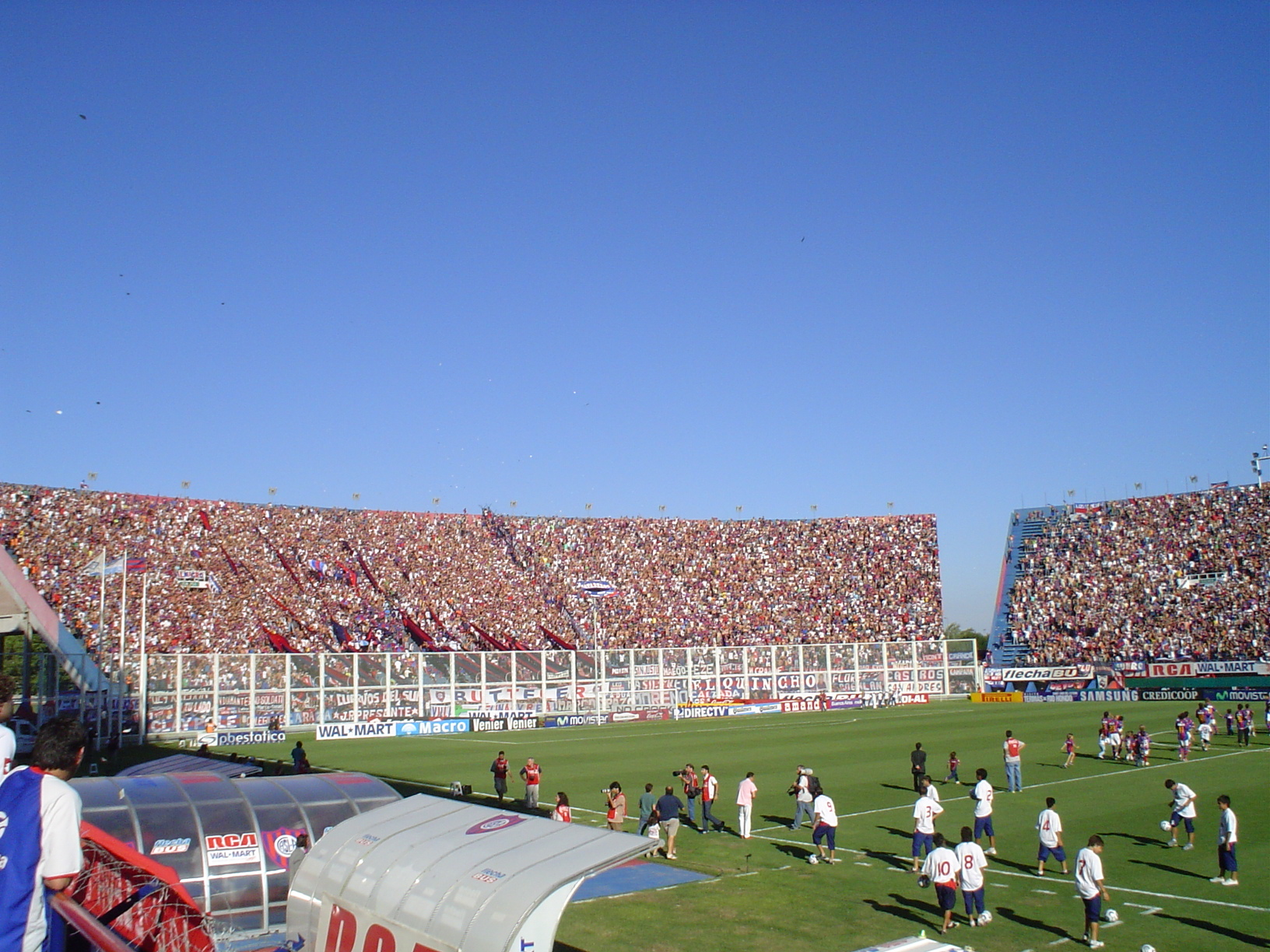

Der Club Atlético San Lorenzo de Almagro ist ein argentinischer Fußballverein aus Buenos Aires. In Argentinien sind dessen Spieler vor allem als Cuervos („Raben“) bekannt, in Anspielung auf die schwarze Soutane des Mitgründers des Vereins, des Salesianerpaters Lorenzo Massa; von den Fans wird der Klub auch El Ciclón („der Zyklon“) genannt, nach der von Pater Lorenzo Massa 1943 gegründeten gleichnamigen Vereinszeitung.

## Geschichte
Der Verein wurde am 1. April 1908 im Stadtteil Almagro gegründet. Maßgeblich beteiligt war der aus Italien stammende, fußballbegeisterte Jugendseelsorger Lorenzo Massa. Er gestattete den Jungen des Viertels, auf dem Hof hinter seiner Kirche San Antonio Fußball zu spielen. Der Namensbestandteil San Lorenzo wurde vermutlich von ihm oder ihm / seinem Namenspatron, dem hl. Laurentius, zu Ehren gewählt.
Der CA San Lorenzo wurde rasch zu einem der Topklubs in Buenos Aires. Seit dem Beginn der argentinischen Profiliga (1931) ist San Lorenzo gemeinsam mit den Boca Juniors, River Plate, dem CA Independiente und dem Racing Club Avellaneda einer der „großen Fünf“ im argentinischen Fußball.
In den 1930er-Jahren wurde San Lorenzo aufgrund einiger Spieler baskischer Herkunft (z. B. Isidro Lángara) sehr beliebt in der baskischen Gemeinschaft von Buenos Aires. Der erste Meistertitel in der Profiliga wurde 1933 gewonnen.
1946 gewann San Lorenzo erneut die Meisterschaft und begann anschließend eine Tour durch Spanien und Portugal, welche als eines der größten Ereignisse in der Vereinsgeschichte gilt. Nach einer Niederlage gegen Real Madrid gewann San Lorenzo sowohl die Spiele gegen Barcelona als auch gegen die spanische und portugiesische Nationalmannschaft. Die spanische Presse bezeichnete San Lorenzo als „die beste Mannschaft der Welt“.
In den Jahren 1968 bis 1974 gewann San Lorenzo insgesamt 4 Meistertitel. Die Mannschaft von 1968 wurde als los Matadores bekannt, da sie die Meisterschaft ohne eine einzige Niederlage gewann.
1981 musste San Lorenzo in die Primera División B absteigen, kehrte aber gleich in der folgenden Saison wieder in oberste Liga zurück. Zu diesem Zeitpunkt hatte der Klub hohe Schulden und besaß kein Stadion mehr. Unter dem Präsidenten Fernando Miele (1986–2001) erhielt San Lorenzo wieder ein Stadion und gewann zwei Meistertitel. Der derzeitige Präsident ist Rafael Savino.
Der traditionelle Lokalrivale aus dem Süden von Buenos Aires ist Huracán. Rivalitäten bestehen überdies zu Boca Juniors, River Plate, Independiente, Racing sowie den Newell’s Old Boys aus Rosario.
Am 31. März 2013 wurde der Torwart Pablo Migliore wegen der angeblichen Verwicklung in einen Mordfall nach dem Abpfiff des Heimspiels gegen Newell’s Old Boys festgenommen.
Das Management leitete von 2012 bis 2017 der vormalige Stürmer Bernardo Romeo. Der anfangs hochverschuldete, krisenbehaftete Verein wurde auch durch Romeos Arbeit wieder erfolgreich: Im Dezember 2013 wurde San Lorenzo argentinischer Meister, im August 2014 gewann der Verein erstmals die Copa Libertadores durch ein 1:0 im Rückspiel des Finales gegen Club Nacional. Damit war der Verein auch für die FIFA-Klub-Weltmeisterschaft 2014 qualifiziert, in der er das Finale erreichte und dort Real Madrid mit 0:2 unterlag.

## Kosenamen des Vereins
Weitere gängige Kosenamen / Spitznamen des Vereins – neben Cuervos und Ciclón – sind:
- Los azulgrana (die Blau-Roten), nach den Vereinsfarben
- Los Santos (die Heiligen), eine Anspielung darauf, dass die ersten Spieler Messdiener bei Pater Massa waren oder aus seiner Jungengruppe kamen[1][2]
- Gauchos oder Gauchos de Boedo, weil viele Spieler der Mannschaft von 1932 und 1933, die in Boedo, dem südlich an Almagro angrenzenden Viertel wohnten, aus dem Landesinneren zugewandert waren[8]
- Matadores als Bezeichnung für die legendäre Mannschaft von 1968, die ungeschlagen blieb und alle gegnerischen Mannschaften „erledigte“ (span: „matar“), das heißt „vom Platz fegte“[9]

## Erfolge

### National
- Primera División (12): 1933, 1936 (Copa de Honor), 1946, 1959, 1968 (Metropolitano – ungeschlagen), 1972 (Metropolitano), 1972 (Nacional – ungeschlagen), 1974 (Nacional), 1995 (Clausura), 2001 (Clausura), 2007 (Clausura), 2013 (Torneo Inicial)
- Amateurmeistertitel (vor Einführung der argentinischen Profiliga) (3): 1923, 1924, 1927.
- Primera División B: 1982
- Copa de la República: 1943
- Argentinischer Superpokal: 2015

### International
- Copa Libertadores: 2014
- Copa Sudamericana: 2002
- Copa Mercosur: 2001
- Copa de Confraternidad Escobar-Gerona: 1941
- Copa Aldao (3): 1923, 1927, 1946 1

## Stadion
Das alte Gasómetro-Stadion im Stadtteil Boedo musste wegen der Schuldenlast 1979 verkauft werden und wurde abgerissen. Das neue Stadion im Stadtteil Nueva Pompeya, bekannt als El Nuevo Gasómetro, wurde am 16. Dezember 1993 eröffnet. Der offizielle Name des Stadions ist Estadio Pedro Bidegain, nach einem ehemaligen Klubpräsidenten. Es hat eine Kapazität von 47.964 Plätzen.
Der Verein plant den Bau eines neuen Stadions im Stadtteil Boedo, welches nach dem 2025 verstorbenen Papst Franziskus, dem bekanntesten Fan des Vereins, benannt werden soll.

## Aktueller Kader 2025/26
Stand: 4. August 2025
| Nr. |             | Position | Name               |
| --- | ----------- | -------- | ------------------ |
| 4   | Kolumbien   | AB       | Jhohan Romaña      |
| 7   | Argentinien | ST       | Ezequiel Cerutti   |
| 9   | Slowenien   | ST       | Andrés Vombergar   |
| 11  | Argentinien | ST       | Matías Reali       |
| 12  | Paraguay    | TW       | Orlando Gill       |
| 15  | Argentinien | MF       | Emanuel Cecchini   |
| 16  | Argentinien | AB       | Nery Domínguez     |
| 19  | Argentinien | MF       | Manuel Insaurralde |
| 20  | Argentinien | TW       | Facundo Altamirano |
| 21  | Argentinien | MF       | Francisco Perruzzi |
| 23  | Argentinien | AB       | Gastón Hernández   |
| 24  | Argentinien | AB       | Nicolás Tripichio  |
| 25  | Argentinien | TW       | José Devecchi      |

| Nr. |             | Position | Name                 |
| --- | ----------- | -------- | -------------------- |
| 28  | Argentinien | ST       | Alexis Cuello        |
| 30  | Argentinien | AB       | Nahuel Arias         |
| 32  | Argentinien | AB       | Ezequiel Herrera     |
| 33  | Argentinien | AB       | Teo Rodríguez Pagano |
| 34  | Argentinien | AB       | Fabricio López       |
| 36  | Argentinien | AB       | Daniel Herrera       |
| 37  | Argentinien | AB       | Elías Báez           |
| 38  | Argentinien | MF       | Ignacio Perruzzi     |
| 40  | Argentinien | MF       | Juan Rattalino       |
| 50  | Argentinien | MF       | Agustín Ladstatter   |
| 51  | Argentinien | AB       | Maximiliano Zelaya   |
|     | Kolumbien   | ST       | Diego Herazo         |

## Ehemalige bekannte Spieler
- Sebastián Abreu
- José Luis Chilavert
- Iván Córdoba
- Ángel Correa
- Guillermo Franco
- Isidro Lángara
- Ezequiel Lavezzi
- Rinaldo Martino
- Paolo Montero
- Luis Monti
- Bernardo Romeo
- José Sanfilippo
- Mario Alberto Santana
- Paulo Silas
- Rubén Suñé
- Pablo Zabaleta

## Trainer
- György Orth (1944, 1945)
- Tim (1967–1968)
- Carlos Bilardo (1979)
- Bora Milutinović (1987)
- Héctor Veira (1980, 1983–1984, 1992–1996, 2004–2005)
- Alfio Basile (1998)
- Manuel Pellegrini (2001)
- Gustavo Alfaro (2005–2006)
- Oscar Ruggeri (2006)
- Diego Simeone (2009–2010)
- Ramón Díaz (2010–2011)
- Juan Antonio Pizzi (2012–2013)
- Edgardo Bauza (2014–2015)
- Pablo Guede (2016)

## Wissenswertes
Papst Franziskus war Fan und Mitglied des Vereins. Ebenso ist der Schauspieler Viggo Mortensen ein bekennender Anhänger von San Lorenzo.